# SN 2004bl
SN 2004bl – supernowa odkryta 29 kwietnia 2004 roku w galaktyce M+00-31-42. W momencie odkrycia miała maksymalną jasność 16,00m.